# Natação no Campeonato Mundial de Esportes Aquáticos de 2011
Os eventos da natação no Campeonato Mundial de Esportes Aquáticos de 2011 ocorreram entre 24 de julho e 31 de julho no Shanghai Oriental Sports Center.

## Calendário
| Julho   | 16 | 17 | 18 | 19 | 20 | 21 | 22 | 23 | 24 | 25 | 26 | 27 | 28 | 29 | 30 | 31 | T  |
| ------- | -- | -- | -- | -- | -- | -- | -- | -- | -- | -- | -- | -- | -- | -- | -- | -- | -- |
| Natação |    |    |    |    |    |    |    |    | 8  | 8  | 8  | 8  | 9  | 9  | 9  | 7  | 40 |

## Critérios de qualificação
Em janeiro de 2010, a Federação Internacional de Natação (FINA) aprovou o sistema de qualificação para a natação no Campeonato Mundial de Esportes Aquáticos de 2011. Foi a primeira vez que um sistema de qualificação (incluindo tempos de qualificação) foi usado para a natação em campeonatos mundiais, a exemplo do que acontece para os Jogos Olímpicos. Os tempos foram obtidos em competições aprovadas pela FINA entre 1 de março de 2010 e 30 de junho de 2011, incluído competições continentais em 2010 e 2011 (Campeonato Europeu, Jogos Asiáticos, Campeonato Pan-Pacífico); e outras competições internacionais. Todas as marcas deveriam ser obtidas em piscinas de 50 metros.
| Masculino             | Masculino           | Evento          | Feminino              | Feminino            |
| Marca A (2 nadadores) | Marca B (1 nadador) | Evento          | Marca A (2 nadadores) | Marca B (1 nadador) |
| 22.35                 | 22.90               | 50 m livre      | 25.43                 | 26.06               |
| 49.23                 | 50.44               | 100 m livre     | 55.24                 | 56.60               |
| 1:48.72               | 1:51.40             | 200 m livre     | 1:59.29               | 2:02.24             |
| 3:49.96               | 3:55.63             | 400 m livre     | 4:11.26               | 4:17.64             |
| 8:10.26               | 8:37.52             | 800 m livre     | 8:35.98               | 8:48.70             |
| 15:13.16              | 15:35.67            | 1500 m livre    | 16:41.49              | 17:10.88            |
|                       |                     |                 |                       |                     |
| 25.34                 | 25.98               | 50 m costas     | 29.07                 | 29.80               |
| 55.14                 | 56.50               | 100 m costas    | 1:01.70               | 1:03.22             |
| 1:59.72               | 2:02.67             | 200 m costas    | 2:12.73               | 2:16.01             |
|                       |                     |                 |                       |                     |
| 27.63                 | 28.32               | 50 m peito      | 31.52                 | 32.31               |
| 1:01.57               | 1:03.08             | 100 m peito     | 1:09.01               | 1:10.72             |
| 2:13.69               | 2:16.99             | 200 m peito     | 2:28.21               | 2:31.87             |
|                       |                     |                 |                       |                     |
| 23.73                 | 24.32               | 50 m borboleta  | 26.68                 | 27.35               |
| 52.86                 | 54.16               | 100 m borboleta | 59.35                 | 1:00.82             |
| 1:57.67               | 2:00.57             | 200 m borboleta | 2:10.84               | 2:14.07             |
|                       |                     |                 |                       |                     |
| 2:01.40               | 2:04.39             | 200 m medley    | 2:15.27               | 2:18.57             |
| 4:18.40               | 4:24.77             | 400 m medley    | 4:45.08               | 4:52.11             |

Historicamente, há um limite de 2 nadadores por país para as provas individuais e 1 (uma) equipe de revezamento por país para as provas de revezamento. Esta limitação permanece, no entanto, se um país deseja ter mais de 1 (um) nadador masculino e 1 (uma) nadadora do sexo feminino em até dois eventos cada, em seguida, um atleta deve cumprir um dos dois padrões:
- a marca B que qualifica um nadador por prova, ou
- uma marca A que qualifica até dois nadadores por prova, onde ambos os nadadores devem atender a esta marca.

## Eventos
As competições de natação foram compostas de 40 eventos (20 para homens, 20 para mulheres; 17 eventos individuaus e 3 revezamentos para cada sexo) realizados em piscina longa (50 m).
O cronograma noturno para o Campeonato Mundial de Esportes Aquáticos de 2011 é mostrado abaixo.
| Data | Domingo 24 de julho | Segunda-feira 25 de julho | Terça-feira 26 de julho | Quarta-feira 27 de julho |  |  |
|      | 100 m borboleta fem. [sf] 400 m livre masc. 200 m medley fem. [sf] 50 m borboleta masc. [sf] 400 m livre fem. 100 m peito masc. [sf] 4x100 m livre fem. 4x100 m livre masc.              | 100 m borboleta fem. 100 m costas masc. [sf] 100 m peito fem. [sf] 50 m borboleta masc. 100 m costas fem. [sf] 200 m livre masc. [sf] 200 m medley fem. 100 m peito masc.                   | 200 m livre masc. 100 m costas fem. 50 m peito masc. [sf] 1500 m livre fem. 100 m costas fem. 200 m livre fem. [sf] 200 m borboleta masc. [sf] 100 m peito fem.                    | 100 m livre masc. [sf] 50 m costas fem. [sf] 200 m borboleta masc. 200 m livre fem. 800 m livre masc. 200 m borboleta fem. [sf] 200 m medley masc. [sf] 50 m peito masc. |  |  |
|      | | | | |  |  |
| Data | Quinta-feira 28 de julho | Sexta-feira 29 de julho | Sábado 30 de julho | Domingo 31 de julho |  |  |
|      | 100 m livre fem. [sf] 200 m medley masc. 200 m peito fem. [sf] 100 m livre masc. 200 m borboleta fem. 200 m peito masc. [sf] 50 m costas fem. 200 m costas masc. [sf] 4x200 m livre fem. | 100 m livre fem. 200 m costas fem. 50 m borboleta fem. [sf] 50 m livre masc. [sf] 200 m peito masc. 100 m borboleta masc. [sf] 200 m costas fem. [sf] 200 m peito masc. 4x200 m livre masc. | 50 m borboleta fem. 50 m livre masc. 50 m peito fem. [sf] 200 m costas fem. 100 m borboleta masc. 50 m livre fem. [sf] 50 m costas masc. [sf] 800 m livre fem. 4x100 m medley fem. | 50 m peito fem. 400 m medley masc. 50 m livre fem. 50 m costas masc. 1500 m livre masc. 400 m medley fem. 4x100 m medley masc.                                           |  |  |

Nota: preliminares/semifinais/finais foram nadador em eventos de até 200 m; preliminares/finais em eventos acima de 400 m. Para eventos  preliminares/semifinais/finais, as preliminares e as semifinais foram disputadas no mesmo dia, com as finais ocorrendo no dia seguinte. Para os 400 m e revezamentos, as preliminares e finais foram realizadas no mesmo dia. Nos 800 m e 1500 m, as preliminares foram disputadas na manhã de um dia, com as finais ocorrendo na noite do dia seguinte.

## Quadro de medalhas
| Ordem | País           | Ouro | Prata | Bronze | Total |
| 1     | Estados Unidos | 16   | 5     | 8      | 29    |
| 2     | China          | 5    | 2     | 7      | 14    |
| 3     | Brasil         | 3    |       |        | 3     |
| 4     | Austrália      | 2    | 8     | 3      | 13    |
| 5     | França         | 2    | 3     | 5      | 10    |
| 6     | Grã-Bretanha   | 2    | 3     |        | 5     |
| 6     | Itália         | 2    | 3     |        | 5     |
| 8     | Países Baixos  | 2    | 1     | 3      | 6     |
| 9     | Dinamarca      | 2    | 1     |        | 3     |
| 10    | Rússia         | 1    | 3     |        | 4     |
| 11    | Suécia         | 1    | 1     |        | 2     |
| 12    | Hungria        | 1    |       | 3      | 4     |
| 13    | Bielorrússia   | 1    |       |        | 1     |
| 13    | Coreia do Sul  | 1    |       |        | 1     |
| 13    | Noruega        | 1    |       |        | 1     |
| 16    | Japão          |      | 4     | 2      | 6     |
| 17    | Canadá         |      | 3     | 1      | 4     |
| 18    | Polónia        |      | 1     |        | 1     |
| 19    | Alemanha       |      |       | 5      | 5     |
| 20    | África do Sul  |      |       | 3      | 3     |
| TOTAL | TOTAL          | 42   | 38    | 40     | 120   |

## Medalhistas
Masculino
| Evento                   | Ouro | Ouro     | Prata | Prata    | Bronze | Bronze   |
| 50 m livre detalhes      | BRA César Cielo | 21.52    | ITA Luca Dotto                                                                                               | 21.90    | FRA Alain Bernard                                                                                              | 21.92    |
| 100 m livre detalhes     | AUS James Magnussen                                                                                                 | 47.63    | CAN Brent Hayden                                                                                             | 47.95    | FRA William Meynard                                                                                            | 48.00    |
| 200 m livre detalhes     | USA Ryan Lochte | 1:44.44  | USA Michael Phelps                                                                                           | 1:44.79  | GER Paul Biedermann                                                                                            | 1:44.88  |
| 400 m livre detalhes     | KOR Park Tae-Hwan                                                                                                   | 3:42.04  | CHN Sun Yang                                                                                                 | 3:43.24  | GER Paul Biedermann                                                                                            | 3:44.14  |
| 800 m livre detalhes     | CHN Sun Yang | 7:38.57  | CAN Ryan Cochrane                                                                                            | 7:41.86  | HUN Gergő Kis                                                                                                  | 7:44.94  |
| 1500 m livre detalhes    | CHN Sun Yang | 14:34.14 | CAN Ryan Cochrane                                                                                            | 14:44.46 | HUN Gergő Kis                                                                                                  | 14:45.66 |
| 50 m costas detalhes     | GBR Liam Tancock | 24.50    | FRA Camille Lacourt                                                                                          | 24.57    | RSA Gerhardus Zandberg                                                                                         | 24.66    |
| 100 m costas detalhes    | FRA Jérémy Stravius FRA Camille Lacourt                                                                             | 52.76    | nenhum |          | JPN Ryosuke Irie                                                                                               | 52.98    |
| 200 m costas detalhes    | USA Ryan Lochte | 1:52.96  | JPN Ryosuke Irie                                                                                             | 1:54.11  | USA Tyler Clary                                                                                                | 1:54.69  |
| 50 m peito detalhes      | BRA Felipe França                                                                                                   | 27.01    | ITA Fabio Scozzoli                                                                                           | 27.17    | RSA Cameron van der Burgh                                                                                      | 27.19    |
| 100 m peito detalhes     | NOR Alexander Dale Oen                                                                                              | 58.71    | ITA Fabio Scozzoli                                                                                           | 59.42    | RSA Cameron van der Burgh                                                                                      | 59.49    |
| 200 m peito detalhes     | HUN Dániel Gyurta                                                                                                   | 2:08.41  | JPN Kosuke Kitajima                                                                                          | 2:08.63  | GER Christian vom Lehn                                                                                         | 2:09.06  |
| 50 m borboleta detalhes  | BRA César Cielo | 23.10    | AUS Matt Targett                                                                                             | 23.28    | AUS Geoff Huegill                                                                                              | 23.35    |
| 100 m borboleta detalhes | USA Michael Phelps                                                                                                  | 50.71    | POL Konrad Czerniak                                                                                          | 51.15    | USA Tyler McGill                                                                                               | 51.26    |
| 200 m borboleta detalhes | USA Michael Phelps                                                                                                  | 1:53.34  | JPN Takeshi Matsuda                                                                                          | 1:54.01  | CHN Wu Peng | 1:54.67  |
| 200 m medley detalhes    | USA Ryan Lochte | 1:54.00  | USA Michael Phelps                                                                                           | 1:54.16  | HUN László Cseh                                                                                                | 1:57.69  |
| 400 m medley detalhes    | USA Ryan Lochte | 4:07.13  | USA Tyler Clary                                                                                              | 4:11.17  | JPN Yuya Horihata                                                                                              | 4:11.98  |
| 4x100 m livre detalhes   | AUS Austrália James Magnussen (47.49) Matthew Targett (47.87) Matthew Abood (47.92) Eamon Sullivan (47.72)          | 3:11.00  | FRA França Alain Bernard (48.75) Jérémy Stravius (47.78) William Meynard (47.39) Fabien Gilot (47.22)        | 3:11.14  | USA Estados Unidos Michael Phelps (48.08) Garrett Weber-Gale (48.33) Jason Lezak (48.15) Nathan Adrian (47.40) | 3:11.96  |
| 4x200 m livre detalhes   | USA Estados Unidos Michael Phelps (1:45.53) Peter Vanderkaay (1:46.07) Ricky Berens (1:46.51) Ryan Lochte (1:44.56) | 7:02.67  | FRA França Yannick Agnel (1:45.25) Grégory Mallet (1:46.81) Jérémy Stravius (1:45.40) Fabien Gilot (1:47.35) | 7:04.81  | CHN China Wang Shun (1:47.09) Zhang Lin (1:46.14) Li Yunqi (1:47.30) Sun Yang (1:45.14)                        | 7:05.67  |
| 4x100 m medley detalhes  | USA Estados Unidos Nick Thoman (53.61) Mark Gangloff (1:00.24) Michael Phelps (50.57) Nathan Adrian (47.64)         | 3:32.06  | AUS Austrália Hayden Stoeckel (54.22) Brenton Rickard (59.32) Geoff Huegill (51.72) James Magnussen (47.00)  | 3:32.26  | GER Alemanha Helge Meeuw (53.53) Hendrik Feldwehr (59.72) Benjamin Starke (51.83) Paul Biedermann (47.52)      | 3:32.60  |

Feminino
| Evento                   | Ouro | Ouro     | Prata | Prata    | Bronze | Bronze   |
| 50 m livre detalhes      | SWE Therese Alshammar                                                                                              | 24.14    | NED Ranomi Kromowidjojo                                                                                        | 24.27    | NED Marleen Veldhuis                                                                                        | 24.49    |
| 100 m livre detalhes     | DEN Jeanette Ottesen BLR Aleksandra Gerasimenya                                                                    | 53.45    | nenhum |          | NED Ranomi Kromowidjojo                                                                                     | 53.66    |
| 200 m livre detalhes     | ITA Federica Pellegrini                                                                                            | 1:55.58  | AUS Kylie Palmer                                                                                               | 1:56.04  | FRA Camille Muffat                                                                                          | 1:56.10  |
| 400 m livre detalhes     | ITA Federica Pellegrini                                                                                            | 4:01.97  | GBR Rebecca Adlington                                                                                          | 4:04.01  | FRA Camille Muffat                                                                                          | 4:04.06  |
| 800 m livre detalhes     | GBR Rebecca Adlington                                                                                              | 8:17.51  | DEN Lotte Friis                                                                                                | 8:18.20  | USA Kate Ziegler                                                                                            | 8:23.36  |
| 1500 m livre detalhes    | DEN Lotte Friis | 15:49.59 | USA Kate Ziegler                                                                                               | 15:55.60 | CHN Li Xuanxu                                                                                               | 15:58.02 |
| 50 m costas detalhes     | RUS Anastasia Zuyeva                                                                                               | 27.79    | JPN Aya Terakawa                                                                                               | 27.93    | USA Missy Franklin                                                                                          | 28.01    |
| 100 m costas detalhes    | CHN Zhao Jing | 59.05    | RUS Anastasia Zuyeva                                                                                           | 59.06    | USA Natalie Coughlin                                                                                        | 59.15    |
| 200 m costas detalhes    | USA Missy Franklin                                                                                                 | 2:05.10  | AUS Belinda Hocking                                                                                            | 2:06.06  | NED Sharon van Rouwendaal                                                                                   | 2:06.78  |
| 50 m peito detalhes      | USA Jessica Hardy                                                                                                  | 30.19    | RUS Yuliya Efimova                                                                                             | 30.49    | USA Rebecca Soni                                                                                            | 30.58    |
| 100 m peito detalhes     | USA Rebecca Soni                                                                                                   | 1:05.05  | AUS Leisel Jones                                                                                               | 1:06.25  | CHN Ji Liping                                                                                               | 1:06.52  |
| 200 m peito detalhes     | USA Rebecca Soni                                                                                                   | 2:21.47  | RUS Yuliya Efimova                                                                                             | 2:22.22  | CAN Martha McCabe                                                                                           | 2:24.81  |
| 50 m borboleta detalhes  | NED Inge Dekker | 25.71    | SWE Therese Alshammar                                                                                          | 25.76    | FRA Mélanie Henique                                                                                         | 25.86    |
| 100 m borboleta detalhes | USA Dana Vollmer                                                                                                   | 56.87    | AUS Alicia Coutts                                                                                              | 56.94    | CHN Lu Ying                                                                                                 | 57.06    |
| 200 m borboleta detalhes | CHN Jiao Liuyang                                                                                                   | 2:05.55  | GBR Ellen Gandy                                                                                                | 2:05.59  | CHN Liu Zige                                                                                                | 2:05.90  |
| 200 m medley detalhes    | CHN Ye Shiwen | 2:08.90  | AUS Alicia Coutts                                                                                              | 2:09.00  | USA Ariana Kukors                                                                                           | 2:09.12  |
| 400 m medley detalhes    | USA Elizabeth Beisel                                                                                               | 4:31.78  | GBR Hannah Miley                                                                                               | 4:34.22  | AUS Stephanie Rice                                                                                          | 4:34.23  |
| 4x100 m livre detalhes   | NED Países Baixos Inge Dekker (54.91) Ranomi Kromowidjojo (53.26) Marleen Veldhuis (53.33) Femke Heemskerk (52.46) | 3:33.96  | USA Estados Unidos Natalie Coughlin (54.09) Missy Franklin (52.99) Jessica Hardy (54.12) Dana Vollmer (53.27)  | 3:34.47  | GER Alemanha Britta Steffen (54.51) Silke Lippok (54.17) Lisa Vitting (53.85) Daniela Schreiber (53.12)     | 3:36.05  |
| 4x200 m livre detalhes   | USA Estados Unidos Missy Franklin (1:55.06) Dagny Knutson (1:57.18) Katie Hoff (1:57.41) Allison Schmitt (1:56.49) | 7:46.14  | AUS Austrália Bronte Barratt (1:56.86) Blair Evans (1:57.69) Angie Bainbridge (1:57.36) Kylie Palmer (1:55.51) | 7:47.42  | CHN China Chen Qian (1:57.37) Pang Jiaying (1:56.97) Liu Jing (1:57.85) Tang Yi (1:55.47)                   | 7:47.66  |
| 4x100 m medley detalhes  | USA Estados Unidos Natalie Coughlin (59.12) Rebecca Soni (1:04.71) Dana Vollmer (55.74) Missy Franklin (52.79)     | 3:52.36  | CHN China Zhao Jing (59.24) Ji Liping (1:06.27) Lu Ying (56.77) Tang Yi (53.33)                                | 3:55.61  | AUS Austrália Belinda Hocking (59.91) Leisel Jones (1:06.18) Alicia Coutts (56.69) Merindah Dingjan (54.35) | 3:57.13  |

Legenda
| Recorde mundial       | Recorde mundial (World record)               |                       | Recorde africano                      | Recorde africano (African) |                                           | Q | Classificado por posição (Qualified) |
| Recorde do campeonato | Recorde do campeonato (Championship record)  | Recorde da América    | Recorde da América (Americas)         | q                          | Classificado por melhor tempo (Qualified) |   |                                      |
| Melhor marca do ano   | Melhor marca do ano (World leading)          | Recorde asiático      | Recorde asiático (Asian)              | DNS                        | Não largou (Did not start)                |   |                                      |
| Recorde nacional      | Recorde nacional (National record)           | Recorde europeu       | Recorde europeu (European)            | DNF                        | Não terminou (Did not finish)             |   |                                      |
| Recorde pessoal       | Recorde pessoal do atleta (Personal best)    | Recorde da Oceania    | Recorde da Oceania (Oceania)          | DSQ / DQ                   | Desclassificado (Disqualified)            |   |                                      |
| Recorde da temporada  | Recorde da temporada do atleta (Season best) | Recorde sul-americano | Recorde sul-americano (South America) | NM                         | Sem marca (No mark)                       |   |                                      |